# Liste der Ergebnisse des BBL Top Four
Beim BBL Top Four werden die Halbfinals sowie das Finale um den deutschen Basketball-Pokal ausgespielt. Im Final-Four-Modus wird zwischen den vier qualifizierten Teilnehmern der deutsche Pokalsieger ermittelt. Erstmals wurde das BBL Top Four 1993 ausgetragen. Zum BBL-Pokal 2018/19 wurde der Spielmodus des Pokalwettbewerbs reformiert und das Top Four wurde abgeschafft, zwei Jahre später jedoch wieder eingeführt. Als Austragungsort dient derzeit die Heimspielstätte eines Teilnehmers. Ab 2027 soll das Top Four jährlich im PSD Bank Dome in Düsseldorf ausgetragen werden.

## Top-Four-Turniere
| Jahr | Datum            | Ort        | Halle                     | Finale                                                   | Spiel um den 3. Platz                                     |
| ---- | ---------------- | ---------- | ------------------------- | -------------------------------------------------------- | --------------------------------------------------------- |
| 1993 | 2./3. Januar     | Bayreuth   | Oberfrankenhalle          | Bayer 04 Leverkusen – Brandt Hagen (81:60)               | Steiner Bayreuth – TuS Bramsche                           |
| 1994 | 1./2. Januar     | Bamberg    | Graf-Stauffenberg-Halle   | Brandt Hagen – SSV Ulm (86:72)                           | TTL Basketball Bamberg – Bayer 04 Leverkusen              |
| 1995 | 7./8. Januar     | Würzburg   | s.Oliver Arena            | Bayer 04 Leverkusen – SSV Ulm (77:76)                    | Landshut – Forbo Paderborn                                |
| 1996 | 17./18. Februar  | Berlin     | Sporthalle Charlottenburg | SSV Ulm – Bayer 04 Leverkusen (80:79)                    | ALBA Berlin – TTL uniVersa Bamberg                        |
| 1997 | 12./13. April    | Gießen     | Sporthalle Gießen-Ost     | Gießen Flippers – ALBA Berlin (73:82)                    | TTL uniVersa Bamberg – TuS Herten                         |
| 1998 | 11./12. April    | Frankfurt  | Ballsporthalle            | TVG Trier – Tatami Dragons Rhöndorf (97:88)              | SSV Ulm – TTL uniVersa Bamberg                            |
| 1999 | 30./31. Januar   | Frankfurt  | Ballsporthalle            | ALBA Berlin – Gießen Flippers (69:48)                    | TTL uniVersa Bamberg – DJK s.Oliver Würzburg (88:77)      |
| 2000 | 1./2. April      | Frankfurt  | Ballsporthalle            | OPEL Skyliners – ALBA Berlin (76:68)                     | SER Dragons Rhöndorf – HERZOGtel Trier                    |
| 2001 | 21./22. April    | Frankfurt  | Ballsporthalle            | HERZOGtel Trier – Brandt Hagen (96:83)                   | OPEL Skyliners – Bayer 04 Leverkusen (82:88)              |
| 2002 | 13./14. April    | Berlin     | Max-Schmeling-Halle       | ALBA Berlin – OPEL Skyliners (100:88)                    | OPEL Skyliners – HERZOGtel Trier (73:66)                  |
| 2003 | 26./27. April    | Berlin     | Max-Schmeling-Halle       | ALBA Berlin – RheinEnergy Cologne (82:80)                | Avitos Gießen – Telekom Baskets Bonn (93:86)              |
| 2004 | 24./25. April    | Frankfurt  | Ballsporthalle            | OPEL Skyliners – RheinEnergie Köln (71:80)               | TBB Trier – TSK Würzburg (84:80)                          |
| 2005 | 7./8. Mai        | Frankfurt  | Ballsporthalle            | RheinEnergie Köln – Telekom Baskets Bonn (85:75)         | OPEL Skyliners – EnBW Ludwigsburg (67:91)                 |
| 2006 | 22./23. April    | Bamberg    | Forum Bamberg             | GHP Bamberg – ALBA Berlin (73:85)                        | Gießen 46ers – Artland Dragons (84:81)                    |
| 2007 | 28./29. April    | Hamburg    | Color Line Arena          | RheinEnergie Köln – Artland Dragons (60:58)              | EnBW Ludwigsburg – Eisbären Bremerhaven (82:74)           |
| 2008 | 3./4. Mai        | Hamburg    | Color Line Arena          | Artland Dragons – EnBW Ludwigsburg (74:60)               | Eisbären Bremerhaven – ALBA Berlin (74:70)                |
| 2009 | 28. Feb./1. März | Hamburg    | Color Line Arena          | ALBA Berlin – Telekom Baskets Bonn (69:44)               | Deutsche Bank SKYLINERS – Giants Düsseldorf (73:69)       |
| 2010 | 10./11. April    | Frankfurt  | Ballsporthalle            | Deutsche Bank SKYLINERS – Brose Baskets (75:76)          | Eisbären Bremerhaven – BG Göttingen (90:65)               |
| 2011 | 2./3. April      | Bamberg    | Stechert-Arena            | New Yorker Phantoms Braunschweig – Brose Baskets (66:69) | Deutsche Bank SKYLINERS – Artland Dragons (56:90)         |
| 2012 | 24./25. März     | Bonn       | Telekom Dome              | Telekom Baskets Bonn – Brose Baskets (73:82)             | New Yorker Phantoms Braunschweig – ratiopharm ulm (68:85) |
| 2013 | 23./24. März     | Berlin     | O2 World Berlin           | ALBA Berlin – ratiopharm ulm (85:67)                     | Artland Dragons – FC Bayern München (76:88)               |
| 2014 | 29./30. März     | Ulm        | Ratiopharm-Arena          | ratiopharm Ulm – ALBA Berlin (80:86)                     | Brose Baskets – FC Bayern München (79:73)                 |
| 2015 | 11./12. April    | Oldenburg  | EWE Arena                 | Brose Baskets – EWE Baskets Oldenburg (70:72)            | Telekom Baskets Bonn – ALBA Berlin (69:85)                |
| 2016 | 20./21. Februar  | München    | Audi Dome                 | FC Bayern München – ALBA Berlin (65:67)                  | nicht ausgetragen                                         |
| 2017 | 18./19. Februar  | Berlin     | Mercedes-Benz Arena       | FC Bayern München – Brose Bamberg (71:74)                | ALBA Berlin – MHP Riesen Ludwigsburg (84:70)              |
| 2018 | 17./18. Februar  | Ulm        | Ratiopharm-Arena          | FC Bayern München – ALBA Berlin (80:75)                  | ratiopharm Ulm – medi Bayreuth (81:79)                    |
| 2021 | 15./16. Mai      | München    | Audi Dome                 | FC Bayern München – ALBA Berlin (85:79)                  | -                                                         |
| 2022 | 19./20. Februar  | Berlin     | Mercedes-Benz Arena       | ALBA Berlin – Crailsheim Merlins (86:76)                 | -                                                         |
| 2023 | 18./19. Februar  | Oldenburg  | EWE Arena                 | FC Bayern München – EWE Baskets Oldenburg (90:78)        | -                                                         |
| 2024 | 17./18. Februar  | München    | BMW Park                  | FC Bayern München – ratiopharm Ulm (81:65)               | -                                                         |
| 2025 | 15./16. Februar  | Weißenfels | Stadthalle Weißenfels     | Syntainics MBC – Bamberg Baskets (97:87)                 | -                                                         |

## Pokalsieger beim Top Four
| Verein                  | Titel | Jahre                                                      |
| ----------------------- | ----- | ---------------------------------------------------------- |
| ALBA Berlin             | 10    | 1997, 1999, 2002, 2003, 2006, 2009, 2013, 2014, 2016, 2022 |
| Brose Bamberg           | 4     | 2010, 2011, 2012, 2017                                     |
| FC Bayern München       | 4     | 2018, 2021, 2023, 2024                                     |
| RheinEnergie Köln       | 3     | 2004, 2005, 2007                                           |
| Bayer 04 Leverkusen     | 2     | 1993, 1995                                                 |
| HERZOGtel Trier         | 2     | 1998, 2001                                                 |
| Brandt Hagen            | 1     | 1994                                                       |
| SSV Ulm                 | 1     | 1996                                                       |
| Deutsche Bank SKYLINERS | 1     | 2000                                                       |
| Artland Dragons         | 1     | 2008                                                       |
| EWE Baskets Oldenburg   | 1     | 2015                                                       |
| Syntainics MBC          | 1     | 2025                                                       |